# ヒューゲナット駅
ヒューゲナット駅（ヒューゲナットえき、英語：Huguenot）は、スタテンアイランドのヒューゲナットにあるスタテンアイランド鉄道の駅である。

## 駅構造
| G          | 地上階                       | 出入口                                       |
| P ホーム階 | 相対式ホーム、右側ドアが開く | 相対式ホーム、右側ドアが開く                 |
| P ホーム階 | 南行線                       | ← トッテンヴィル駅ゆき（プリンセス・ベイ駅） |
| P ホーム階 | 北行線                       | → セント・ジョージ駅ゆき（アナデール駅）→    |
| P ホーム階 | 相対式ホーム、右側ドアが開く |                                              |

ホームは、2面の相対式ホームで構成されている。駅の南端に出口があり、1939年に構築された駅舎がある。ホームの北端にあった陸橋は、数年前に撤去された。また、MTAはパーク・アンド・ライドを実施している。トッテンヴィル・ハイ・スクールが近くにある。

## バス接続
S55、x17、x19とx23